# Hugolin Chevrette-Landesque
Pour les articles homonymes, voir Hugolin.
Hugolin Chevrette-Landesque (né le 18 août 1977 à Montréal) est un acteur québécois pratiquant également le doublage. Il est entre autres la voix québécoise de Joseph Gordon-Levitt, Justin Long, Shia LaBeouf, Giovanni Ribisi, Jesse Eisenberg, Milo Ventimiglia, Harry Melling, John Leguizamo, Tobey Maguire et Jamie Bell.

## Biographie
Né en 1977 à Montréal de parents artistes, marionnettistes (sa mère étant feue France Chevrette, qui jouait Robin dans Robin et Stella), il commence à l’âge de onze ans à faire ses débuts comme acteur, notamment dans : Trois pommes à côté du sommeil, Simon les nuages, et Love-moi.
Quelques années plus tard, on lui propose de jouer au théâtre. Aux côtés de Jean-Louis Millette et Rita Lafontaine dans des pièces comme La Maison Suspendue, Jusqu’au Colorado, Titom, Mathieu trop court François trop long, il campe les personnages de Marcel, Tony, Titom et Mathieu. Il s'intéresse ensuite au doublage. Il compte à son cursus des comédiens doublés Tobey Maguire (Spider-Man), Norman Reedus, Giovanni Ribisi, Elijah Wood, Seth Green. En plus du doublage, il prête sa voix à des personnages de dessins animés tels que Les Simpson, Henri pis sa gang, Sacré Andy !, Robot et bien d’autres.
Il joue dans la série télévisée Les Aventures tumultueuses de Jack Carter sur les ondes de Radio-Canada où il interprète le personnage de Paulo, le cuisinier du resto chez Sam, puis sur grand écran, cette fois-ci dans le rôle de Mario, le jeune frère préféré de Monica (Céline Bonnier) dans le premier long métrage de Pierre Houle : Monica la Mitraille. Il campe également le personnage de Joinville Provençal dans le film Le Survenant ainsi que dans Bon Cop, Bad Cop, deux réalisations signées Érik Canuel. En 2007, il joue dans le film Steak de Quentin Dupieux, mettant en vedette le duo Éric et Ramzy ainsi que Jonathan Lambert dans une coproduction Québec-France : Steak. En 2015, il participe à l'émission Les Pêcheurs avec notamment Martin Petit, où il interprète un prisonnier colérique prénommé Carl,.  L’acteur est nommé aux Gémeaux pour ce rôle.

## Filmographie

### Cinéma
- 1989 : Trois pommes à côté du sommeil : l'enfant
- 1990 : Simon les nuages : Simon
- 1990 : La nuit du visiteur
- 1991 : Love-moi : Philippe
- 1994 : Octobre : neveu de Pierre Laporte
- 1998 : La Déroute
- 2002 : Hivernam : Bookseller
- 2004 : Monica la mitraille : Mario
- 2004 : Un jour ordinaire pas comme les autres (court-métrage d'animation) : la voix du garçon
- 2005 : Le Survenant : Joinville Provençal
- 2006 : Bon Cop, Bad Cop : Stef
- 2009 : Cadavres : Rocky
- 2009 : J'ai tué ma mère de Xavier Dolan : étudiant agresseur
- 2012 : La Mise à l'aveugle : Jonathan
- 2016 : Maudite Poutine : Patrick
- 2024 : Ababouiné d'André Forcier : zouave Béluze

### Télévision
- 1997 : Ces enfants d'ailleurs : Stanislas Pawlowski
- 1999 : Deux frères : Van
- 1999 : Histoires de filles : Martin
- 1999 : Histoires des dragons : Ord
- 2003 : Les Aventures tumultueuses de Jack Carter : Paulo
- 2015 : Les Pêcheurs - Saison 3 : Carl le prisonnier
- 2016 : Les Pêcheurs - Saison 4 : Carl le prisonnier
- 2022 : Les Honorables - Saison 2
- 2024 : IXE-13[4]: Marius Lamouche[5]

## Doublage

### Films
- Joseph Gordon-Levitt dans :
  - Dix choses que je déteste de toi (1999) : Cameron James
  - Le Guetteur (2007) : Chris Pratt
  - Origine (2010) : Arthur
  - 50/50 (2011) : Adam
  - Looper : Les Tueurs du temps (2012) : Joe
  - L'Ascension du Chevalier Noir (2012) : John Blake
  - Course express (2012) : Wilee
  - Sin City : J'ai tué pour elle (2014) : Johnny
  - La Marche (2015) : Philippe Petit
  - La Veille (2015) : Ethan
  - Snowden (2016) : Edward Snowden
- Shia LaBeouf dans :
  - Constantine (2005) : Chas Chandler
  - Transformers : Le film (2007) : Sam Witwicky
  - Indiana Jones et le Royaume du crâne de cristal (2008) : Mutt Williams
  - Transformers 2 : La Revanche (2009) : Sam Witwicky
  - Wall Street : L'argent ne dort jamais (2010) : Jake Moore
  - Transformers 3 : La Face cachée de la Lune (2011) : Sam Witwicky
  - Sans loi (2012) : Jack Bondurant
  - Fury (2014) : technicien Boyd « Bible » Swan
  - Man Down (2015) : Gabriel Drummer
- Giovanni Ribisi dans :
  - Le Clan des millionnaires (2000) : Seth Davis
  - Partis en 60 secondes : Kip Raines
  - Le Don (2001) : Buddy Cole
  - Paradis (2002) : Filippo
  - Capitaine Sky et le Monde de demain (2004) : Dex Dearborn
  - Le Grand Blanc (2005) : Ted Waters
  - Ennemis publics (2009) : Alvin Karpis
  - Rhum express (2011) : Moburg
  - Ted (2012) : Donny
  - Contrebande (2012) : Tim Briggs
  - Mille et une façons de mourir dans l'Ouest (2014) : Edward
  - Ted 2 (2015) : Donny
- John Leguizamo dans : 
  - Dommages collatéraux (2002) : Felix Ramirez
  - L'Assaut du poste 13 (2005) : Beck
  - Meurtre légitime (2008) : Inspecteur Perez
  - Gamer (2009) : Freek
  - Chef (2014) : Martin
  - John Wick (2014) : Aurelio
  - John Wick : Chapitre 2 (2017) : Aurelio
- Justin Long dans :
  - Ballon-chasseur : Une vraie histoire de sous-estimés (2004) : Justin
  - Alvin et les Chipmunks (2007) : Alvin Seville
  - Laisse tomber, il te mérite pas (2008) : Alex
  - Zack et Miri font un porno (2008) : Brandon
  - Alvin et les Chipmunks : La suite (2009) : Alvin Seville
  - Malédiction de l'enfer (2009) : Clay Dalton
  - Ados en révolte (2010) : Paul Saunders
- Jesse Eisenberg dans : 
  - Enquête clandestine (2007) : Benjamin Strauss
  - Bienvenue à Zombieland (2009) : Columbus
  - Adventureland (2009) : James Brennan
  - Le Réseau social (2010) : Mark Zuckerberg
  - Insaisissable (2013) : Daniel Atlas
  - Batman vs Superman : L'Aube de la justice (2016) : Lex Luthor
  - Insaisissable 2 : Daniel Atlas
  - La Ligue des Justiciers (2017) : Lex Luthor
  - Le projet Hummingbird (2019) : Vincent Zaleski
  - Zombieland : Le doublé (2019) : Columbus
- Tobey Maguire dans :
  - Bienvenue à Pleasantville (1998) : David / Bud Parker
  - Spider-Man (2002) : Peter Parker / Spider-Man
  - Pur Sang, la légende de Seabiscuit (2003) :  Red Pollard
  - Spider-Man 2 (2004) : Peter Parker / Spider-Man
  - L'Ami allemand (2006) : Le caporal Patrick Tully
  - Spider-Man 3 (2007) : Peter Parker / Spider-Man
  - Frères (2009) : Sam Cahill
  - Gatsby le Magnifique (2013) : Nick Carraway
  - Spider-Man : Sans retour (2021) : Peter Parker / Spider-Man
  - Babylone (2022) : James McKay
- Jamie Bell dans :
  - King Kong (2005) : Jimmy
  - Rébellion (2008) : Asael
  - L'Aigle de la Neuvième Légion (2011) : Esca
  - Le Temps d'un vol (2012) : Joey Cassidy
  - Les Quatre Fantastiques (2015) : Benjamin Grimm / La Chose
  - 6 jours (2017) : Rusty Firmin
  - Rocketman (2019) : Bernie Taupin
- Milo Ventimiglia dans : 
  - Rocky Balboa (2006) : Robert « Bobby » Balboa, Jr.
  - Pathologie (2008) : Ted Grey
  - Ça, c'est mon gars (2012) : Chad
  - Face à face (2013) : Chris Ford
  - Grandes personnes 2 (2013) : Frat Boy Milo
  - Deuxième Acte (2018) : Trey
  - Dans les yeux d'Enzo (2019) : Denny Swift
- Michael Peña dans :
  - Ant-Man (2015) : Luis
  - Ant-Man et la Guêpe (2018) : Luis
  - Dora et la Cité d'or perdue (2019) : Cole, le père de Dora
  - L'Île fantastique (2020) : M. Roarke
- Justin Bartha dans :
  - Lendemain de veille (2009) : Doug Billings
  - Lendemain de veille 2 (2011) : Doug Billings
  - Lendemain de veille 3 (2013) : Doug Billings
- Verne Troyer dans :
  - Le Gourou de l'amour (2008) : Entraîneur-chef Punch Cherkov
  - L'Imaginarium du docteur Parnassus (2009) : Percy
- 1998 : Les Ensaignants : Casey Connor (Elijah Wood)
- 2000 : Destination ultime : Alex Browning (Devon Sawa)
- 2000 : Film de peur : le coloc de Shorty (Chris Wilding)
- 2001 : Jay et Bob contre-attaquent : lui-même (Jason Biggs)
- 2004 : Troie : Patrocle (Garrett Hedlund)
- 2006 : Destination ultime 3 : Ian McKinley (Kris Lemche)
- 2006 : Penelope : Max (James McAvoy)
- 2006 : United Vol 93 : Ahmed Al Nami (Jamie Harding)
- 2008 : Cloverfield : Jason Hawkins (Mike Vogel)
- 2008 : Charlie Bartlett : Jordan Sunder (Jonathan Malen)
- 2008 : Oublie Sarah Marshall : Aldous Snow (Russell Brand)
- 2008 : Harold et Kumar s'évadent de Guantanamo : Goldstein (David Krumholtz)
- 2008 : Max la Menace : Bruce (Masi Oka)
- 2008 : Mamma Mia! le film : Pepper (Philip Michael)
- 2008 : Le Rocker : Matt Gadman (Josh Gad)
- 2008 : Quatre filles et un jean 2 : Brian McBrian (Leonardo Nam)
- 2008 : Meurtre légitime : Détective Simon Perez (John Leguizamo)
- 2008 : Collège : Carter Scott
- 2008 : L'incroyable histoire de Patrick Smash : Ezekiel (Seth Green)
- 2008 : High School Musical 3 : La dernière année : Jason Cross (Ryne Sanborn)
- 2008 : Rock et escrocs : Johnny Quid (Toby Kebbell)
- 2008 : Les rois de la soul : Phillip
- 2008 : Twilight, chapitre I : Fascination : Laurent (Edi Gathegi)
- 2008 : Le Transporteur 3 : Malcolm Manville (David Atrakchi)
- 2009 : Le liseur : Michael Berg, jeune (David Kross)
- 2009 : Meurtres à la St-Valentin : Député Martin (Edi Gathegi)
- 2009 : Vendredi 13 : Lawrence (Arlen Escarpeta)
- 2009 : Décadence VI : Dave (Darius McCrary)
- 2010 : L'Apprenti sorcier : Dave Stutler (Jay Baruchel)
- 2011 : Monte Carlo : Riley (Luke Bracey)
- 2011 : Les Muppets : Scooter / Crazy Harry (voix)
- 2012 : Projet X : Costa (Oliver Cooper)
- 2012 : La Mort en douce : Russell (Ben Mendelsohn)
- 2013 : Le Stage : Lyle Spaulding (Josh Brener)
- 2018 : Carnage chez les Joyeux Touffus : Larry Philips (Victor Verrid) (voix)
- 2020 : Dolittle : James (Jason Mantzoukas) (voix)
- 2022 : Frissons : Vincent « Vince » Schneider (Kyle Gallner)

### Animation
- 1997 : Hercule : Hercule (jeune)
- 2001 : La Belle et le Clochard 2 : L'Aventure de Scamp : Scamp
- 2002 : Hé Arnold !, le film : Gerald Martin Johanssen
- 2002 : The Land Before Time XIV: Journey of the Heart : Petrie
- 2004 : Gang de requins : Bernie
- 2005 : Robots : Rodney Copperbottom
- 2005 : Madagascar : Mort
- 2005 : Petit Poulet : Petit Nabot
- 2006 : La Maison monstre : Skull
- 2006 : Arthur, Pal a disparu ! : Buster Baxter
- 2006 : Au royaume désenchanté : Rumplestiltskin
- 2007 : Bienvenue chez les Robinson : Tiny le dinosaure
- 2007 : Les Rois du surf : Chicken Joe
- 2008 : Kung Fu Panda : Po
- 2008 : Horton entend un qui : Morton
- 2008 : Chimpanzés de l'espace : Ham III
- 2008 : Madagascar 2: La Grande Évasion : Mort
- 2009 : Là-haut : Gamma
- 2010 : Megamind : Minion
- 2010 : Alpha et Oméga : Humphrey
- 2010 : Raiponce : Flynn Rider
- 2011 : Kung Fu Panda 2 : Po
- 2011 : Hop : Lapin de Pâques
- 2011 : Rio : Blu
- 2011 : Des mamans pour Mars : Narrateur
- 2012 : Zambezia : Kai
- 2012 : Rebelle : Jeune MacIntosh
- 2012 : Madagascar 3 : Mort
- 2013 : L'Université des monstres : Squishy
- 2013 : Les Schtroumpfs 2 : Hackus
- 2013 : Alpha et Oméga 2 : une nouvelle aventure : Humphrey
- 2014 : Alpha et Oméga 3 : Les grands jeux de loups : Humphrey
- 2014 : Rio 2 : Blu
- 2014 : Alpha et Oméga 4 : La légende de la grotte aux dents de loups : Humphrey
- 2014 : Les Nouveaux Héros : Fred
- 2014 : Les Pingouins de Madagascar : Mort
- 2015 : Alpha et Oméga : A la recherche des Dinos : Humphrey
- 2016 : En route ! : Kyle
- 2016 : Kung Fu Panda 3 : Po
- 2016 : Comme des bêtes : Snowball
- 2016 : Alpha et Oméga : Les Vacances en famille : Humphrey
- 2016 : Chantez ! : le grenouille #3
- 2017 : Alpha et Oméga : Voyage au Royaume des ours : Humphrey
- 2017 : Ferdinand : Bones
- 2018 : Teen Titans Go! Le Film : Shia LaBeouf
- 2018-2023 : L'Agent Jean! : Farine
- 2019 : Comme des bêtes 2 : Snowball
- 2019 : Histoire de jouets 4 : Bunny
- 2022 : Les Méchants : le Professeur Marmelade
- 2022 : DC Krypto Super-Chien : Keith
- 2022 : Les dragouilles : Cuistot
- 2023 : Mini-Jean et Mini-Bulle : Byzantin

### Séries télévisées
- 1996-2001 : Arthur : Lumière (saisons 1 à 6)
- 1997 : Henri pis sa gang : Bobby Hill
- 1997 : Caillou : Nounours
- 2000 : Les Simpson : Nelson Muntz, Philip J. Fry (episode : "Simpsorama")
- 2001 : La Clique : Mump
- 2001 : Edgemont : Scott Linton
- 2001 : Sacré Andy ! : Danny Pickett
- 2003 : Radio Free Roscoe : Robie McGrath
- 2004 : 6teen : Victor
- 2005 : Johnny Test : Johnny Test
- 2005 : Boule et Bill : Bill
- 2005 : Classe des Titans : Ugo
- 2005-2008 : Eyeshield 21 : Tarô Raimon / Monta
- 2006 : Ruby Gloom : Frank
- 2006 : Star ou Boucher : Théo Borsky
- 2006 : Erky Perky : Stinks
- 2007 : Défis extrêmes : Simon, Ézekiel, Michel
- 2007-2009 : Un, deux, trois Bo ! : Isidore (Dezzy)
- 2008 : Blaise le blasé : Manu Escobar
- 2008 : American Dad! : Schmuley "Snot" Lonstein
- 2010 : Babar et les Aventures de Badou : Rhudi
- 2010-2011 : Petit Lapin Blanc : Papa / Papy
- 2011 : Vie de Quartier : Monsieur Simard
- 2015 : Les Awesomes : Frantic
- 2017 : Union des artistes : Kim Jong-un
- 2018 : Ollie et le Monstrosac : Bernie Alves
- 2018 : Rick et Morty : M. Faitout

### Jeux vidéo
- 2011 : Assassin's Creed: Revelations : Duccio
- 2012 : Far Cry 3 : Jason Brody
- 2017 : Outlast 2 : Blake Langermann